# Trinitron

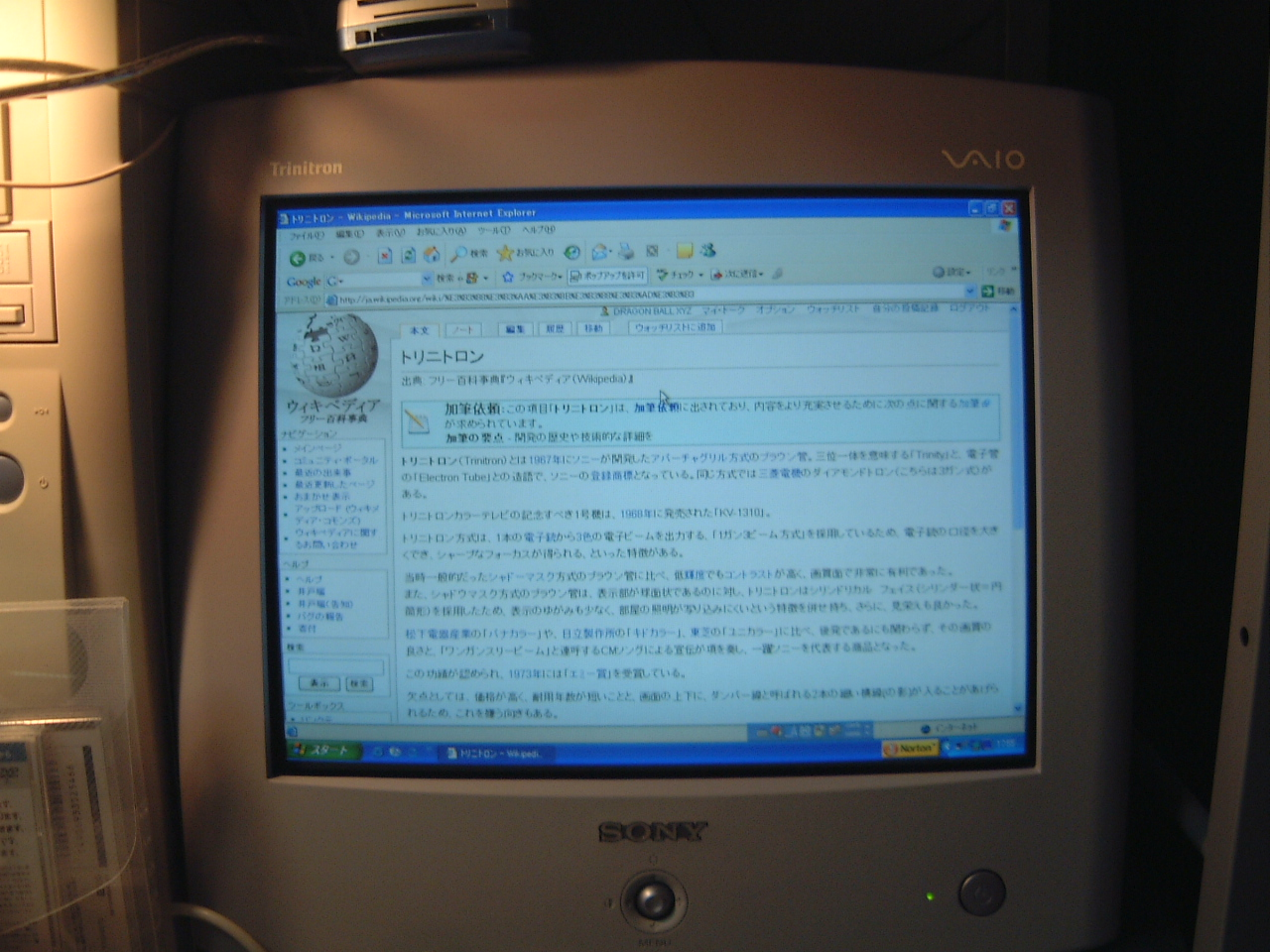
Beeldscherm met Trinitronbeeldbuis

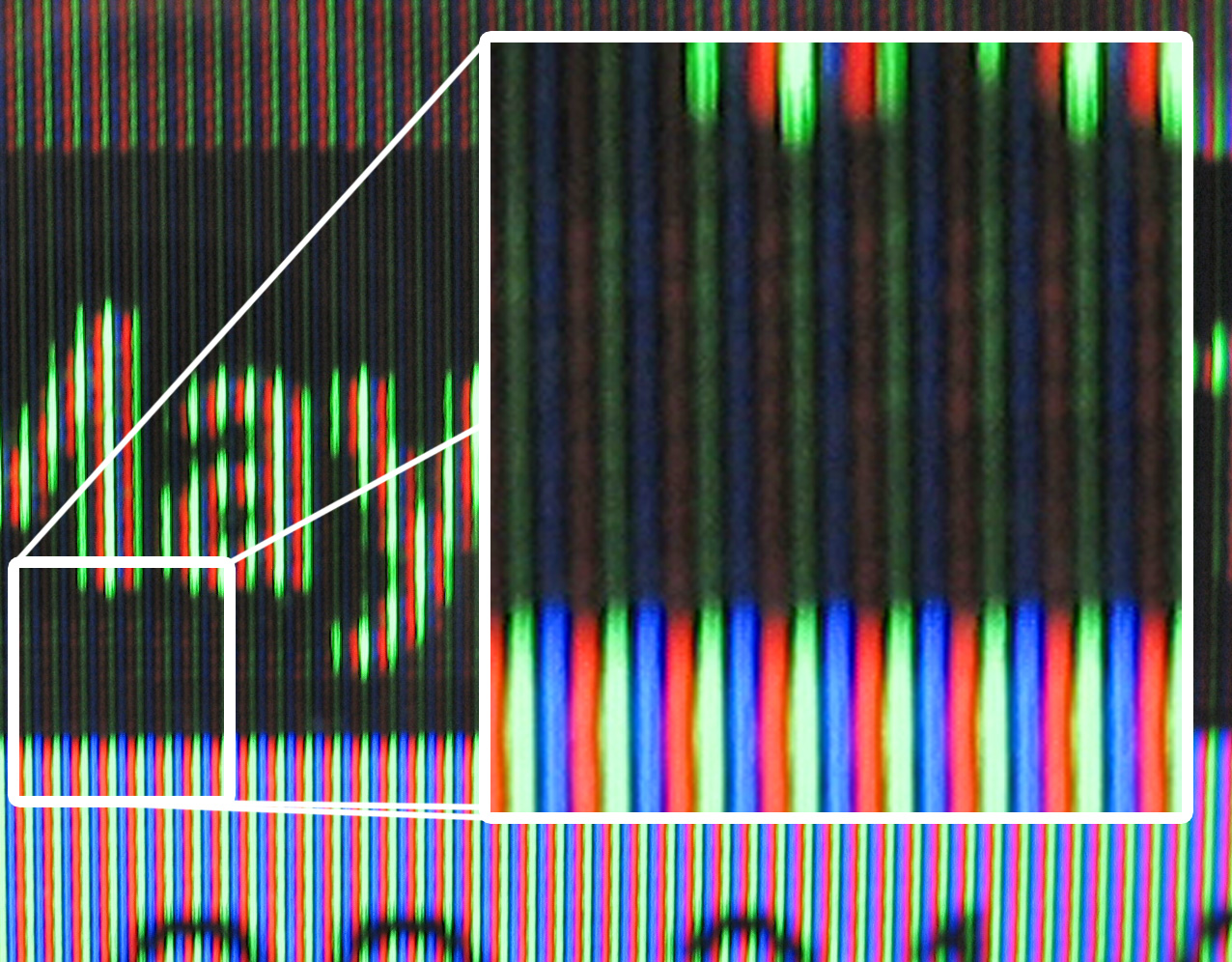
Detail van het lijnenpatroon in het schaduwmasker van een Trinitron-beeldbuis.

Trinitron is een door Sony ontwikkelde technologie voor kleurenbeeldbuizen.
De Trinitrontechnologie werd ontwikkeld in de jaren 1960. Trinitron is een beschermde merknaam.
In tegenstelling tot de beeldprojectie bij klassieke kleurenbeeldbuizen staan de elektronenkanonnen in één lijn en wordt het beeld op een schaduwmasker van verticale lamellen geprojecteerd. Door de verticale lamellen draagt meer oppervlakte van het beeld bij aan de lichtopbrengst. In alle geval meer dan bij de constructie waar de elektronenkanonnen en het schaduwmasker in een driehoekspatroon staan. Ook is de convergentie eenvoudiger.
Kenmerkend voor de Trinitron is de stabilisatiedraad. Dit is een horizontale draad die het schaduwmasker stabiliseert. Deze is - voor de oplettende kijker - net zichtbaar als een donkere horizontale lijn in beeld. Grote schermen hebben in sommige gevallen twee stabilisatiedraden. Ondanks deze stabilisatie wordt het beeld (tijdelijk) vervormd bij mechanische schokken.